# Бушков, Роберт Евгеньевич
Роберт Евгеньевич Бушков (28 декабря 1932, Самара, СССР — 30 декабря 2015, Москва, Российская Федерация) — советский и российский музыкальный деятель, директор Государственного симфонического оркестра «Новая Россия» (c 2002).

## Биография
Окончил Куйбышевское музыкальное училище по классу скрипки у Ю. А. Судакова и Московскую консерваторию у Я. И. Рабиновича.
В 1958 году снимался в одной из главных ролей (Александр Волков) в фильме «Ленинградская симфония» (режиссёр З. М. Аграненко).
В 1958 году поступил в Оперно-симфонический оркестр Радиокомитета.
С 1959 года работал в Государственном академическом симфоническом оркестре СССР (1972—1982 — концертмейстер группы вторых скрипок), один из главных инициаторов назначения Евгения Светланова на пост художественного руководителя и главного дирижёра.
С 1982 по 1993 — работал артистом и директором камерного оркестра «Виртуозы Москвы» под управлением Владимира Спивакова. Создал официальный статус коллектива (до этого он существовал как неформальный ансамбль), а в 1990 году организовал переезд всего оркестра на работу по контракту в Испанию.
С середины 90-х годов — был директором Большого симфонического оркестра имени П. И. Чайковского под управлением Владимира Федосеева и Московского государственного академического симфонического оркестра под управлением Павла Когана.
С 2002 года до дня смерти был  директором Государственного симфонического оркестра «Новая Россия» под управлением Юрия Башмета.

## Семья
Шихмурзаева, Зариус Усмановна — жена, российская скрипачка, профессор Московской консерватории.
Бушкова, Юлия Робертовна —дочь, американская скрипачка, профессор Университета Северного Техаса.
Евгений Бушков — сын, российский скрипач и дирижёр; главный дирижёр Государственного камерного оркестра Республики Беларусь (с 2009 года); Заслуженный артист Российской Федерации (2008).
Бушков, Марк Евгеньевич — внук, бельгийский скрипач, обладатель Гран-при Международного конкурса исполнителей в Монреале.